# Porcelana kraak

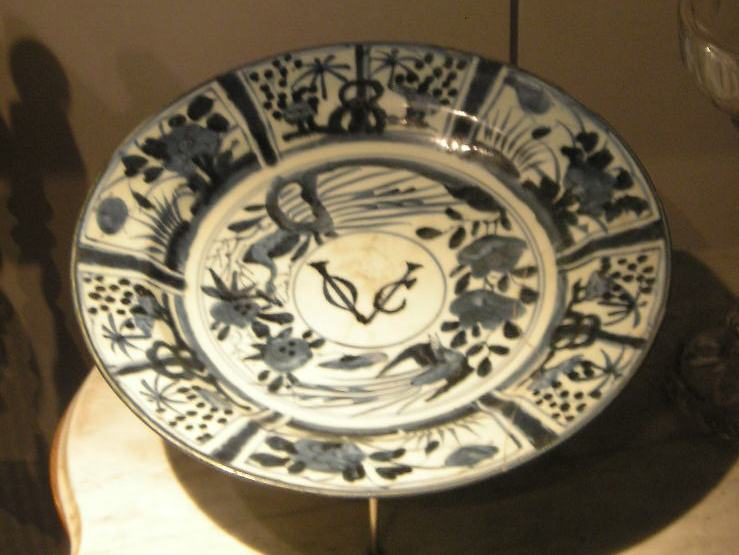
Porcelana kraak en el museo de Malaca.

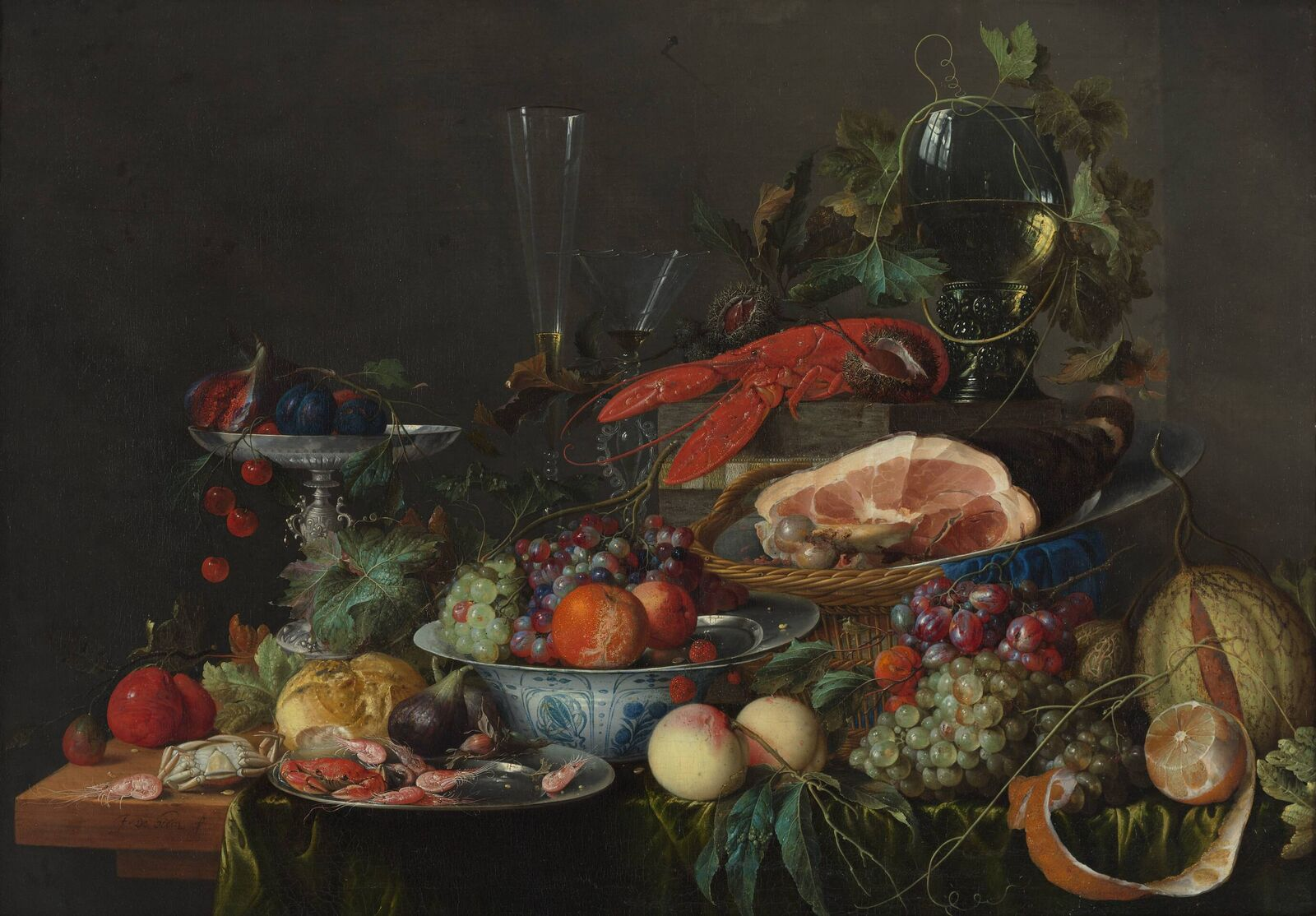
Jan Davidszoon de Heem, Naturaleza muerta con frutas y langosta, segunda mitad del. Museo Boymans Van Beuningen, Rótterdam.

La porcelana kraak es un tipo de porcelana china de exportación, empezada a producir hacia alrededor de 1640 durante el reinado del emperador Wanli (1563-1620). Fue una de las primeras cerámicas chinas en llegar a Europa en grandes cantidades, y se representó a menudo en  bodegones durante el Renacimiento flamenco para mostrar los lujos extranjeros de esa época.

## Nombre
Se cree que la porcelana «kraak» fue nombrada así por las carracas, los buques mercantes portugueses en los que se transportaba, si bien las carracas se asocian tradicionalmente al transporte de aceite. Otros posibles orígenes propuestos han sido, por ejemplo, el verbo holandés kraken que significa romper — característica de fácil asociación a la delicada porcelana —; kraken también se utilizaba para referirse al tipo de estanterías en que se mostraban las porcelanas de importación azul y blanca en Frisia, en el norte de Holanda.

## Estilo

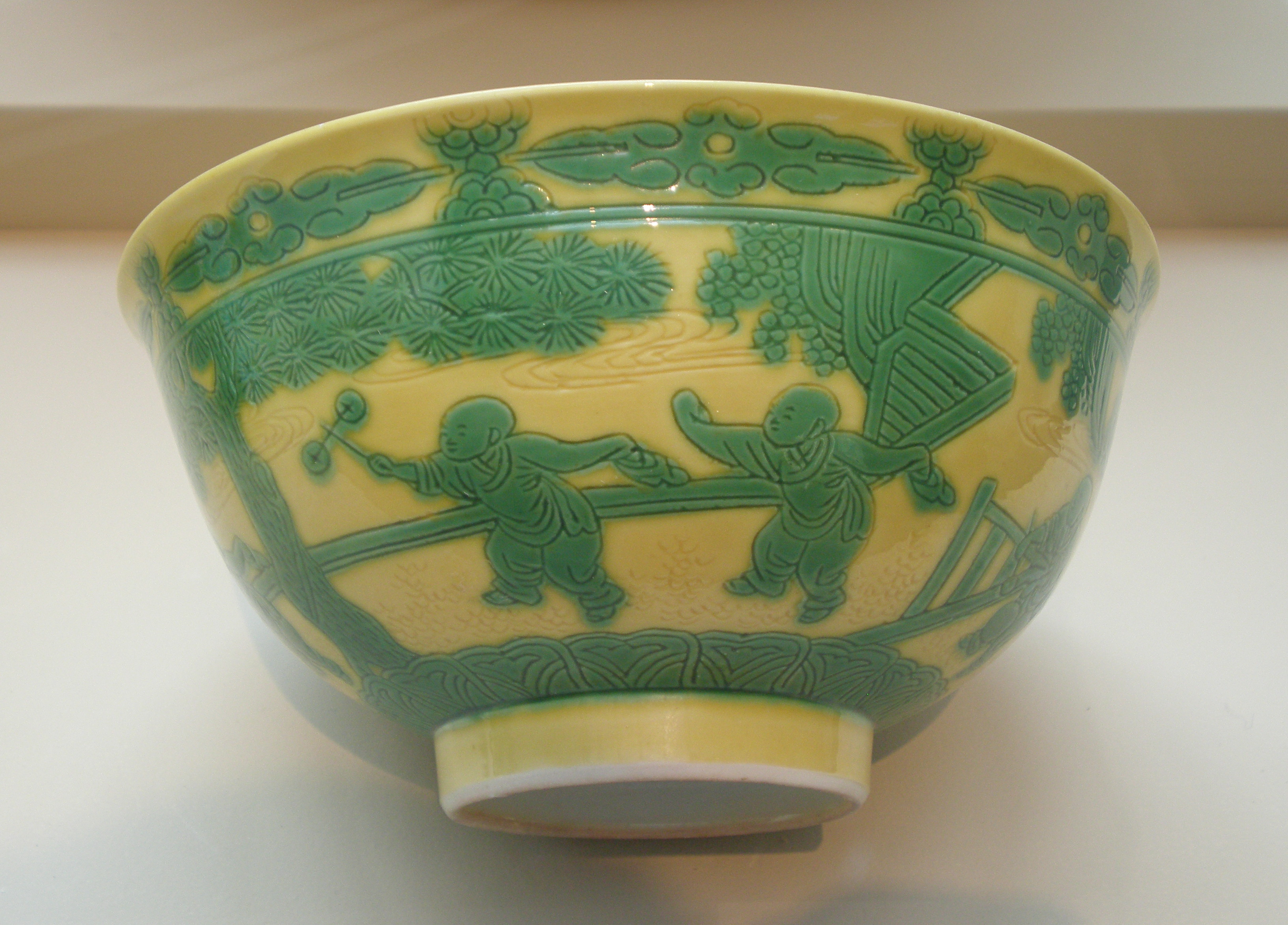
Cerámica Susancai, tazón con niños saltando, 1723-1735. Asian Art Museum of San Francisco.

La porcelana kraak solía estar pintada con el pigmento azul cobalto y esmalte blanco perfeccionado en la dinastía Ming, aunque hay algunos ejemplos de platos pintados con esmalte de color. A menudo estaba decorada con variaciones de los motivos más tradicionales que se encuentran en China, tales como flores estilizadas de peonías y crisantemos, así como símbolos budistas. Sin embargo, la principal característica de la decoración kraak es el uso de paneles radiales, es decir, la superficie de la porcelana se divide en segmentos, cada uno con su propia imagen.
Según la experta Maura Rinaldi la forma de los tazones fue diseñada específicamente para satisfacer a una clientela europea, ya que no parece haber muchos ejemplos que se conserven en otras partes del mundo, incluyendo la espectacular colección del Palacio de Topkapi que contiene la más extensa colección de porcelana Kraak. Considerando la importancia de la sopa en la dieta europea, Rinaldi insiste en que estas piezas estaban diseñadas para satisfacer una demanda externa, incluyendo curiosas reflexiones como que la cuchara de metal pesado con mango largo, común en Europa, fue acortada para el tazón usado en China.

## Influencia

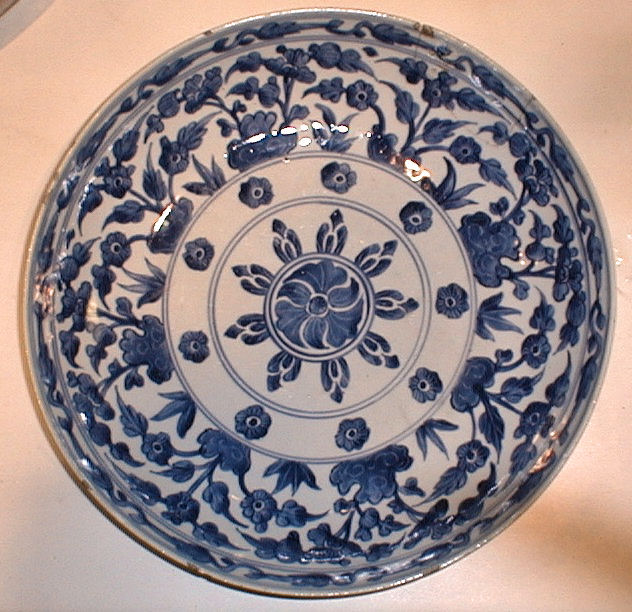
Plato de Ø 30 cm en porcelana kraak.

La porcelana kraak fue copiada e imitada en todo el mundo, por los alfareros de Arita, Japón y Persia, hacia donde los comerciantes holandeses se dirigieron cuando tuvo lugar la caída de la dinastía Ming y no fue posible su importación, hasta que cuando por fin ya se fabricaron en Delft. Mucha de la información se ha obtenido a través de la investigación de los naufragios por arqueólogos marinos. Debido a que los naufragios a menudo se pueden fechar con certeza, el contenido de carga ofrece una imagen clara de la producción en el momento en que el barco se hundió. Por otra parte, su ubicación también puede indicar el puerto de destino, lo que revela el movimiento acerca de las rutas comerciales internacionales y los lugares de mercado de la época. En contraste con las otras grandes importaciones europeas de la época, por ejemplo, los textiles y las especias, la cerámica fue capaz de resistir la exposición al agua, volviéndose así la mercancía ideal para seguir el lastre de carga de los grandes barcos. La durabilidad de la porcelana, en este sentido le permite resistir siglos de inmersión bajo el mar, llegando a sobrevivir intacta para dar testimonio de su historia.